# Carlinhos Paraíba
Carlos Pereira Berto Junior o Carlinhos Paraiba (3 de abril de 1983, Río Tinto, Brasil) es un futbolista brasileño, que juega como volante en el Tokushima Vortis de la J. League Division 2 de Japón.

## Clubes
| Club             | País   | Año           |
| ---------------- | ------ | ------------- |
| Nacional PB      | Brasil | 2003 - 2007   |
| Santa Cruz FC    | Brasil | 2007 - 2008   |
| Coritiba         | Brasil | 2008 - 2009   |
| São Paulo        | Brasil | 2010 - 2012   |
| Omiya Ardija     | Japón  | 2012-2013     |
| Júbilo Iwata     | Japón  | 2013          |
| Omiya Ardija     | Japón  | 2014-2015     |
| Tokushima Vortis | Japón  | 2016-presente |

## Palmarés
| Título                | Club     | País   | Año  |
| --------------------- | -------- | ------ | ---- |
| Campeonato Paranaense | Coritiba | Brasil | 2008 |